# Alfonso de Espina
Al(f)onso de Espina (lateinisch: Alphonsus de Spina; * unbekannt; † 1491) war ein spanischer katholischer Bischof von Thermopylen und Autor.
Wie bei anderen Polemikern seiner Zeit wird debattiert ob de Espina jüdischer Herkunft war und zum Christentum konvertierte, oder ob er von Geburt an Christ war. Er war Regens der Franziskaner in Salamanca.
Er verfasste 1460 sein Fortalitium Fidei („Feste des Glaubens“), in dem er die altbekannten Anschuldigungen des Ritualmordes gegen die Juden Spaniens erhob, was zu einer langen Reihe von Inquisitionsprozessen gegen diese, im Besonderen gegen die „Neuchristen“/„Marranen“, führte.